# Ожидов
Ожидов (укр. Ожидів) — село в Бусской городской общине Золочевского района Львовской области Украины.
Население по переписи 2001 года составляло 2100 человек. Занимает площадь 4,43 км². Почтовый индекс — 80530. Телефонный код — 3264.

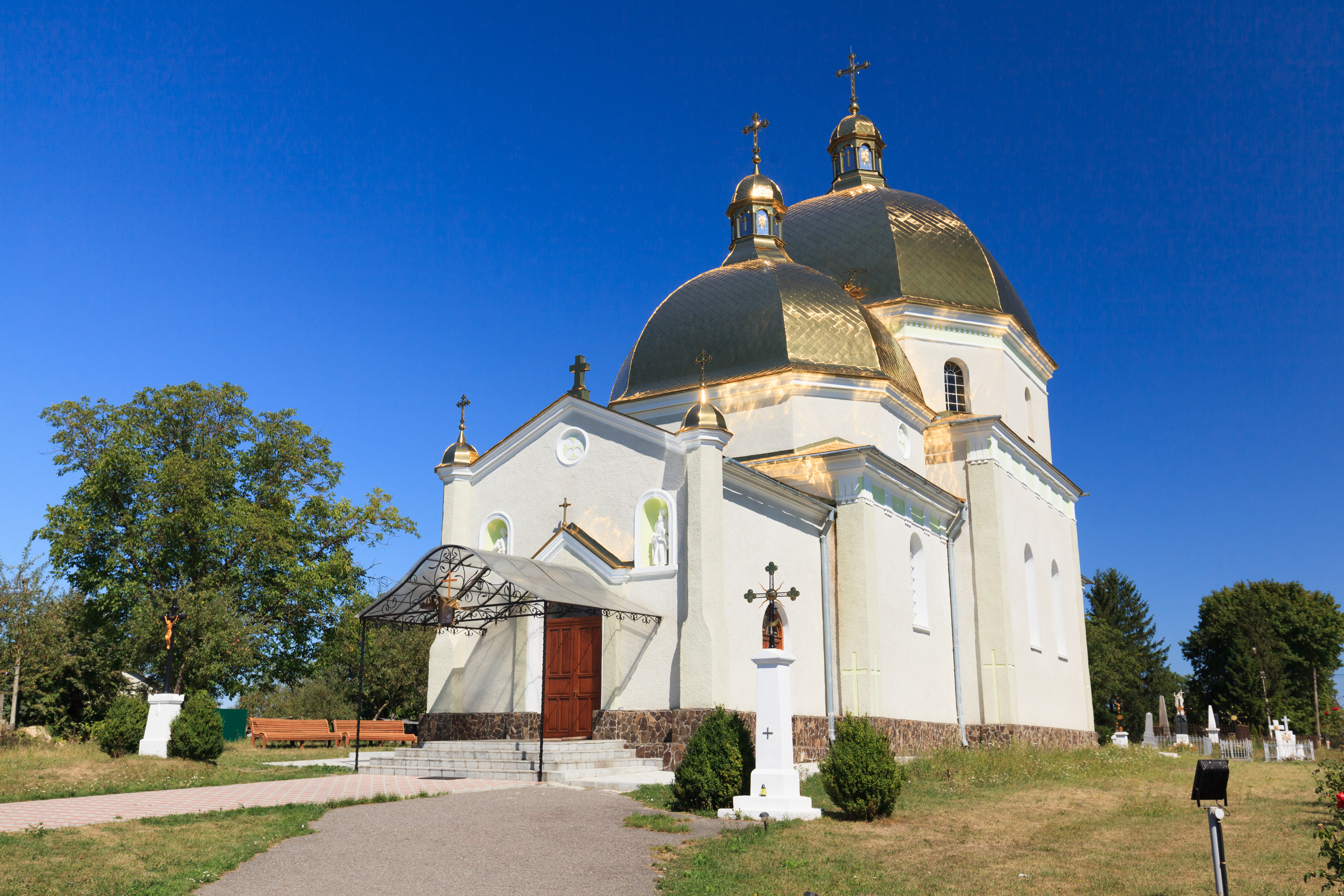
Крестовоздвиженская церковь, 1826